# Teck Resources
Teck Resources Limited (TSX : TCK.A, TCK.B, NYSE : TCK) est une entreprise minière canadienne spécialisée dans l'extraction, la transformation et la distribution du plomb, du zinc et du charbon.

## Histoire
Depuis 1989, la société exploitait la mine de Red Dog, dans l'ouest de l'Alaska. En date du 1er octobre 2008, Teck Cominco a décidé de se renommer « Teck ». Son nom légal a été modifié pour devenir « Teck Resources Ltd. » le 23 avril 2009 à la suite de l'approbation de ses actionnaires le jour précédent.
Le 3 juillet 2009, Teck Resources a accepté une offre d'investissement de 1,74 milliard CAD de la part de la firme d'investissement chinoise China Investment Corporation.
En novembre 2023, Teck Resources annonce la vente pour 8,9 milliards de dollars de ses activités dédiées au charbon à un consortium composé par Glencore, Nippon Steel et POSCO.

## Principaux actionnaires
Au 22 mars 2020,
| China Investment                   | 11,0% |
| Dodge & Cox                        | 10,8% |
| Capital Research & Management -go- | 4,96% |
| Royal Bank of Canada               | 4,61% |
| Capital Research & Management -wi- | 3,11% |
| Letko, Brosseau & Associates       | 2,62% |
| The Vanguard Group,                | 2,47% |
| BlackRock Asset Management Canada  | 2,13% |
| Arrowstreet Capital                | 2,11% |
| Capital Research & Management      | 1,85% |